# Jean-Baptiste Olive
Jean-Baptiste Joseph Olive fue un pintor francés nacido en Marsella el 31 de julio de 1848 y fallecido en Marsella el 1936. Pintó paisajes, marinas y bodegones.

## Biografía
Nacido en el seno de una familia modesta de mercaderes de vino en el barrio de Saint-Martin en Marsella, hoy en día inexistente, fue empujado por un amigo decorador, Étienne Cornellier, a apuntarse en la Escuela de bellas artes de Marsella, dónde su profesor Johanny Rave (1827-1882). Su trabajo le valió premios todos los años y un primer premio a la clase de modelo vivo. Aprendió el oficio de decorador. En 1874 viaja a Italia: Génova, Venecia, etc.
Se instalá el 1882 en París, dónde hace sus primeras obras con Gustave Marius Jullien (1825-1881), Étienne Cornellier y Antoine Vollon, (1833-1900). Se relacionaba con Robert Mols y se hizo amigo de Raymond Allègre y Théophile Henri Décanis. El general Malesherbes compraba sus cuadros.
En 1900 fue galardonado junto con otros 26 pintores por Stéphane Adolphe Dervillé, Presidente del Consejo de Administración de la Compagnie des Chemins de fer de Paris à Lyon et à la Méditerranée, (la compañía de ferrocarriles de París a Lyon y por la Mediterránea) por los dos cuadros que decoraban la sala dorada del restaurante Le Train Bleu de la Estación de París-Lyon.

## Galería

Obras de Jean-Baptiste Olive
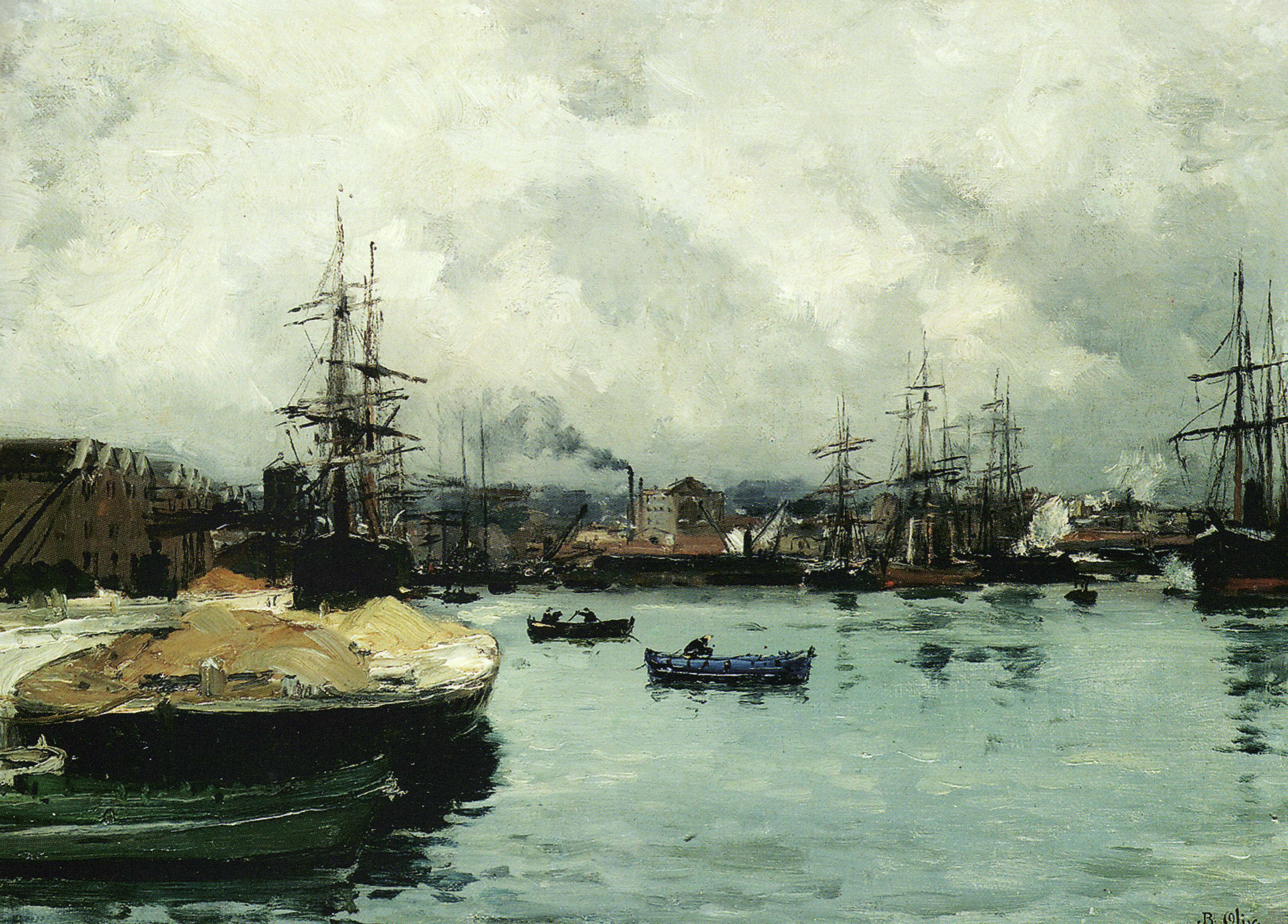
Le port de commerce.
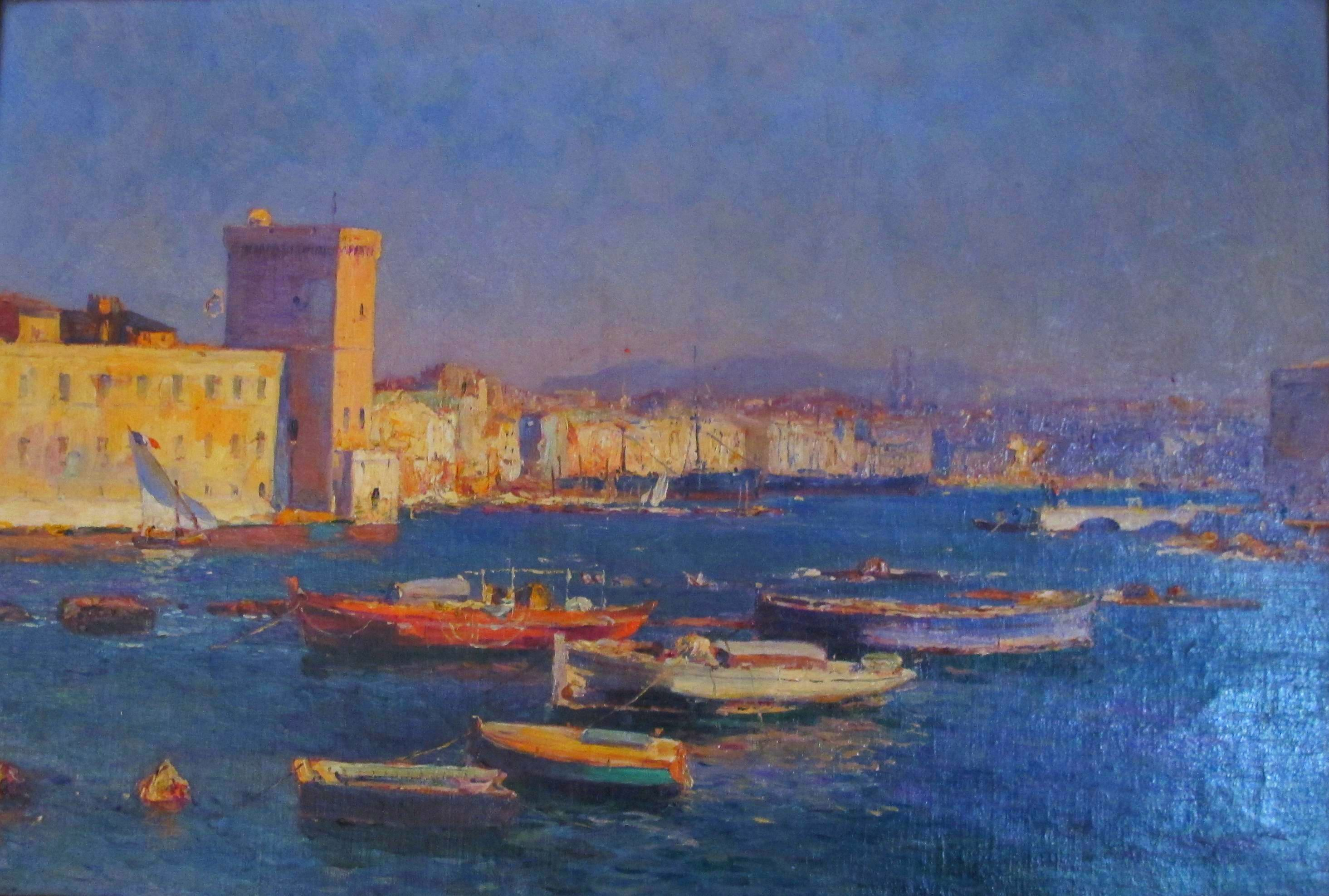
Vue du port de Marseille, colección privada.
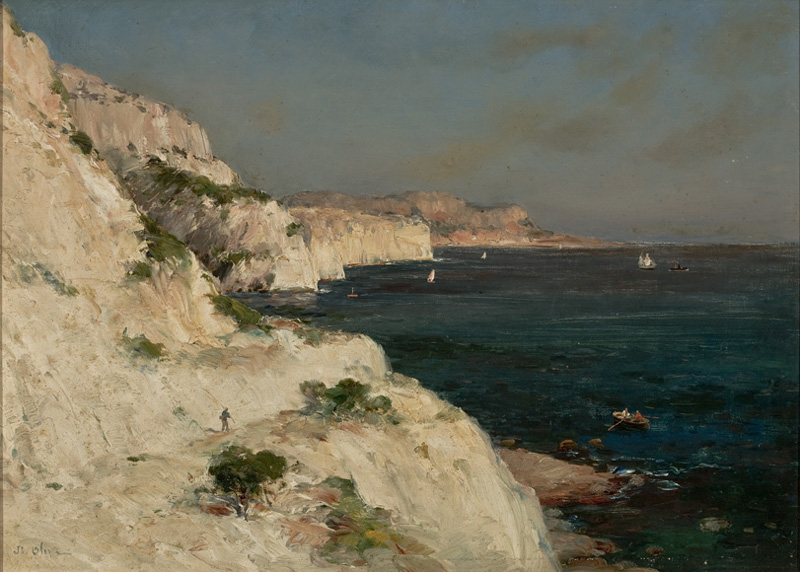
Marine aux rochers, museo d'arte de São Paulo.
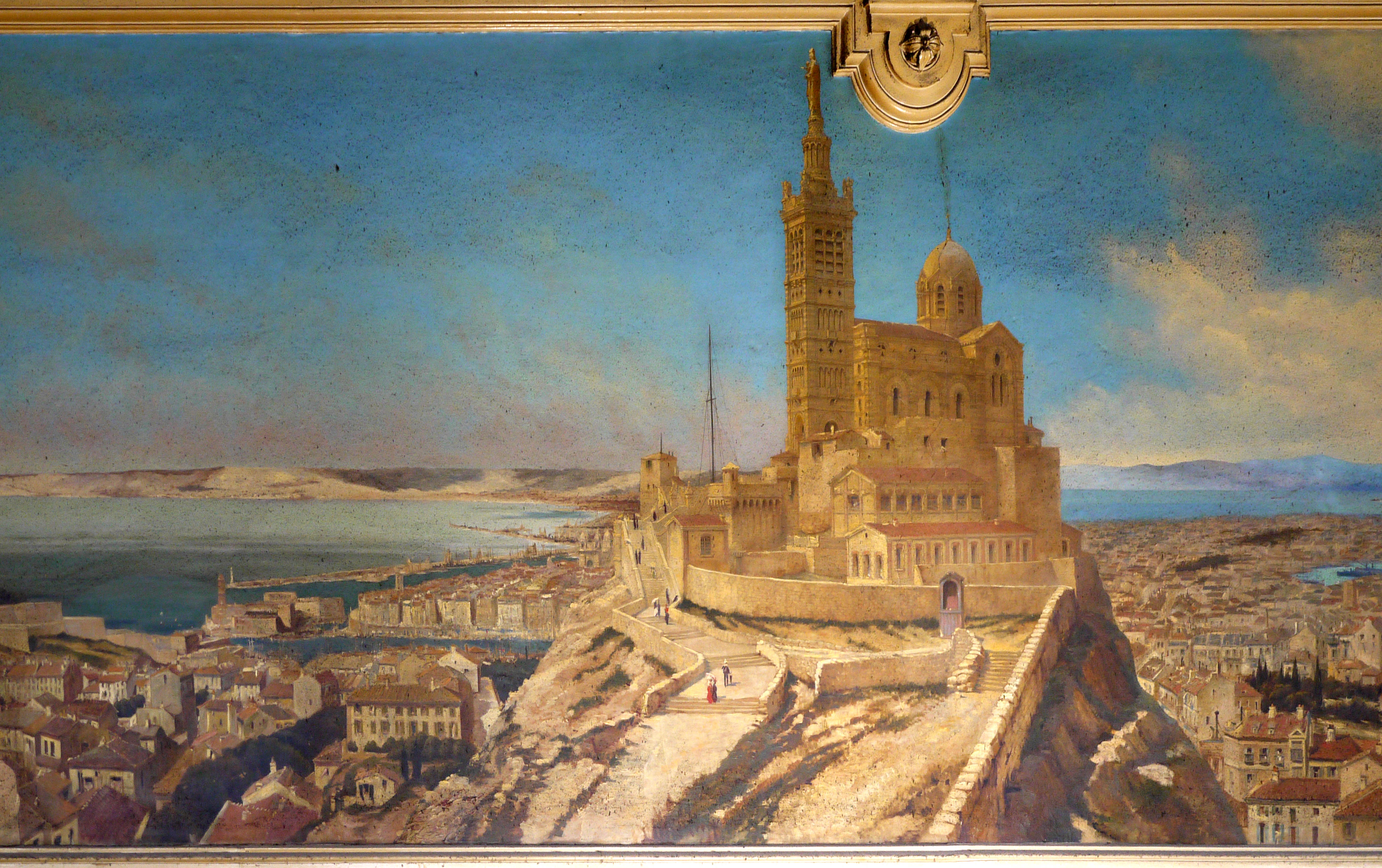
La ciudad de Marsella sul trayeto de la ligne de Paris-Lyon à Marseille-Saint-Charles, detalle del gran fresco en la Estación de París-Lyon
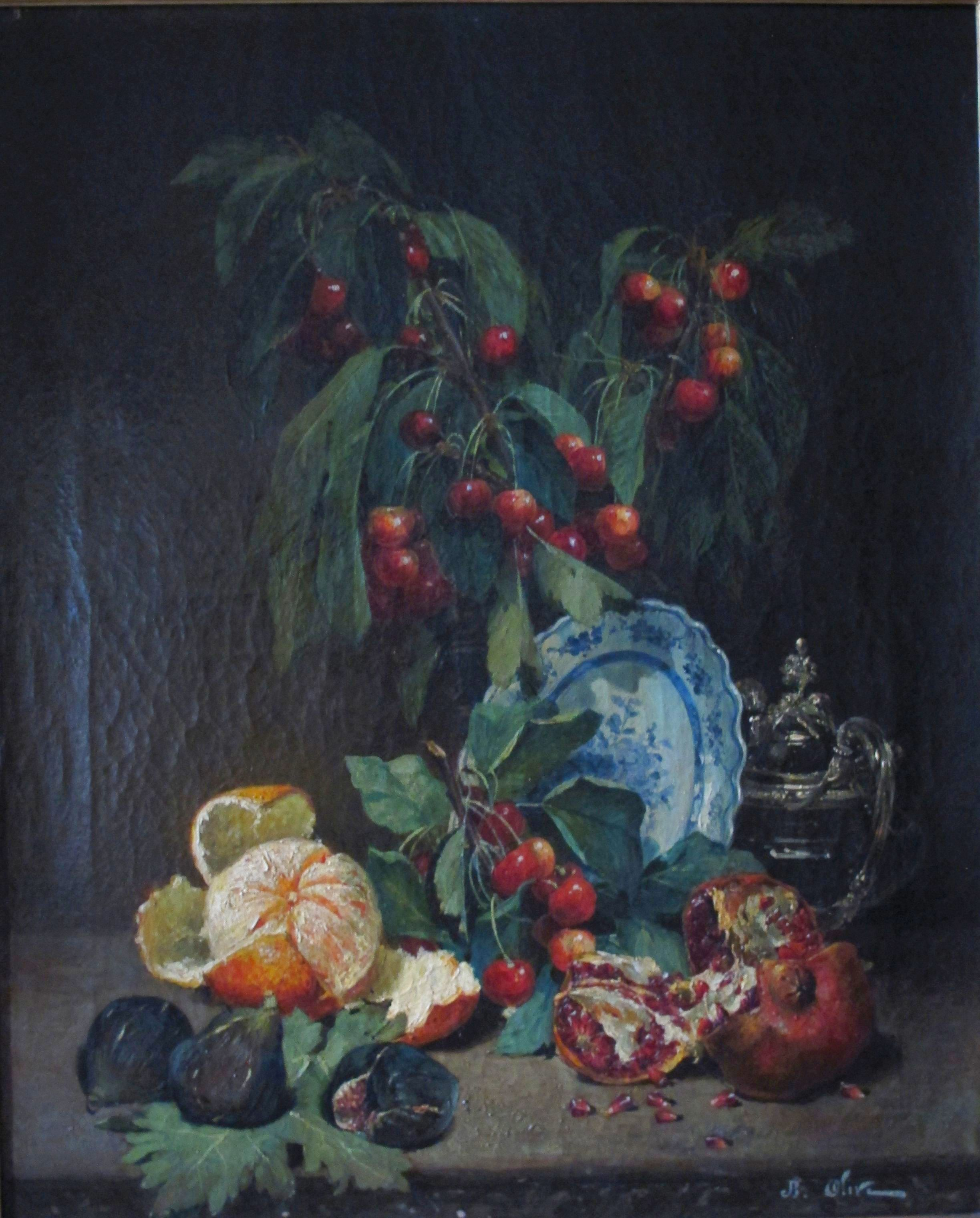
Nature morte à la grenade, à l'orange, aux cerises et aux figues, colección privada.
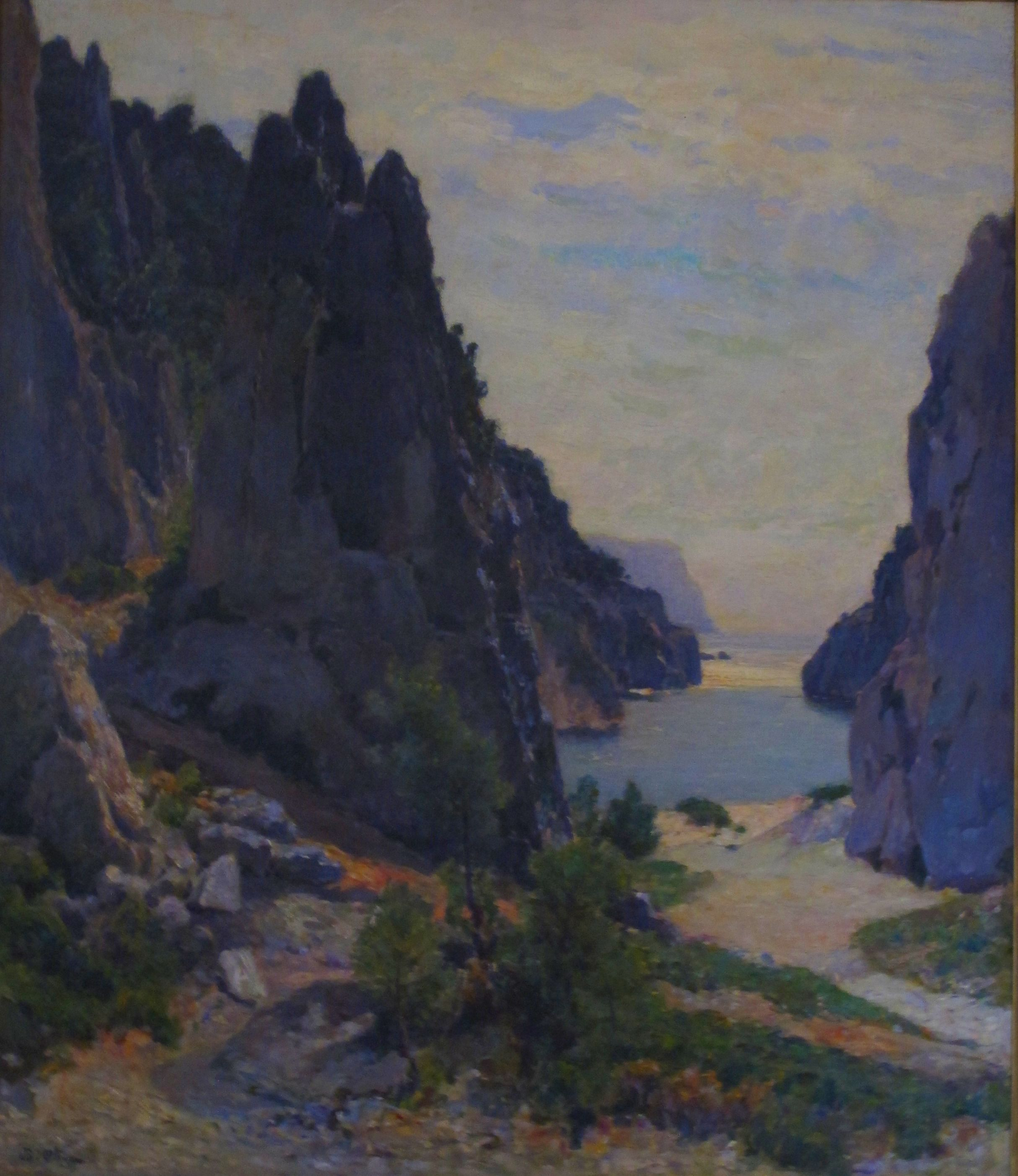
Calanque d'En-Vau, colección privada.

- Datos: Q3164327
- Multimedia: Jean-Baptiste-Joseph Olive / Q3164327